# Mark Kirchner
Mark Kirchner (Neuhaus am Rennweg, 4 de abril de 1970) es un deportista alemán que compitió en biatlón.
Participó en dos Juegos Olímpicos de Invierno, obteniendo en total cuatro medallas: dos oros y una plata en Albertville 1992 y un oro en Lillehammer 1994. Ganó 10 medallas en el Campeonato Mundial de Biatlón entre los años 1990 y 1997, y una medalla de oro en el Campeonato Europeo de Biatlón de 1998.

## Palmarés internacional
| Juegos Olímpicos   | Juegos Olímpicos      | Juegos Olímpicos  | Juegos Olímpicos |
| Año                | Lugar                 | Medalla           | Prueba           |
| ------------------ | --------------------- | ----------------- | ---------------- |
| 1992               | Albertville (Francia) | Medalla de oro    | Velocidad        |
| 1992               | Albertville (Francia) | Medalla de oro    | Relevos          |
| 1992               | Albertville (Francia) | Medalla de plata  | Individual       |
| 1994               | Lillehammer (Noruega) | Medalla de oro    | Relevos          |
| Campeonato Mundial |                       |                   |                  |
| Año                | Lugar                 | Medalla           | Prueba           |
| 1990               | Oslo (Noruega)        | Medalla de oro    | Velocidad        |
| 1990               | Oslo (Noruega)        | Medalla de oro    | Equipo           |
| 1990               | Oslo (Noruega)        | Medalla de bronce | Relevos          |
| 1991               | Lahti (Finlandia)     | Medalla de oro    | Velocidad        |
| 1991               | Lahti (Finlandia)     | Medalla de oro    | Individual       |
| 1991               | Lahti (Finlandia)     | Medalla de oro    | Relevos          |
| 1993               | Borovets (Bulgaria)   | Medalla de oro    | Velocidad        |
| 1993               | Borovets (Bulgaria)   | Medalla de bronce | Relevos          |
| 1995               | Anterselva (Italia)   | Medalla de oro    | Relevos          |
| 1997               | Osrblie (Eslovaquia)  | Medalla de plata  | Equipo           |
| Campeonato Europeo |                       |                   |                  |
| Año                | Lugar                 | Medalla           | Prueba           |
| 1998               | Minsk (Bielorrusia)   | Medalla de oro    | Relevos          |